# A-340
La A-340 era una carretera autonómica andaluza (en Andalucía, España) que unía las ciudades de Estepa (Sevilla) y Guadix (Granada). Sirvió como eje vertebrador oeste-este de Andalucía tras la A-92, a la que discurría más o menos paralela.
Dicha carretera A-340 estaba ocupada en varios tramos por la A-44 y la A-92 (en esta última hasta la llegada a Guadix). Tras cambiar el nombre a las carreteras la A-340 desapareció, y de su trazado surgieron las siguientes carreteras autonómicas:
- A-318 (Estepa a Cabra): formará parte de la futura Autovía del Olivar, que unirá Estepa con Úbeda.
- A-339 (Cabra a Alcalá la Real): pasa por Carcabuey, Priego de Córdoba, Almedinilla y Caserías de San Isidro, en forma de variantes.
- A-403 (Alcalá la Real a la A-44)
- A-308 (de la A-44 a la A-92): hay planes de desdoblarla para que los vehículos que vengan de Madrid y se dirigen hacia Murcia y Almería no tengan que llegar hasta la ciudad de Granada.

En un principio se apostó por desdoblar toda la carretera A-340, pero posteriormente se abandonó la idea, ya que discurría en parte por el Parque de las Sierras Subbéticas (la actual A-339).